# Claustra
Claustra, hrvatski dokumentarni film iz 2015. godine redateljica i scenaristica Ane Golje i Helene Traub.  Snimljen u sklopu projekta Claustra - Kameni branici rimskoga imperija 2015. u produkciji Udruge Žmergo i Udruge Ukus. Tema je zaboravljena arheološka baština iz doba kasne antike Claustra Alpium Iuliarum najveći rimski građevinski i vojničko-obrambeni sustav nastao tijekom 3. i 4. stoljeća koji se proteže kroz dijelove Hrvatske i Slovenije, a po svojoj važnosti svrstati je uz bok Hadrijanovom zidu ili Dunavskom limesu. Film je licenciran licencijom Creative Commons.